# Беле (Вогези)
Беле (фр. Beulay) насеље је и општина у североисточној Француској у региону Лорена, у департману Вогези која припада префектури Сен Дије де Вогез.
По подацима из 2011. године у општини је живело 116 становника, а густина насељености је износила 48,33 становника/km². Општина се простире на површини од 2,4 km². Налази се на средњој надморској висини од 396 метара (максималној 570 m, а минималној 386 m).

## Демографија
| 1962. | 1968. | 1975. | 1982. | 1990. | 1999. | 2011. |
| ----- | ----- | ----- | ----- | ----- | ----- | ----- |
| 83    | 100   | 90    | 89    | 118   | 116   | 116   |

График промене броја становника у току последњих година